# Novi list
Novi list je slovenski primorski novičarski tednik.
Tednik je izhajal v Gorici od marca 1929 do novembra 1930. Po prepovedi  izhajanja periodičnega tiska slovenske in hrvaške manjšine v Italiji je bil Novi list edini od fašističnih oblasti dovoljeni slovenski časopis. Pri predsedniku italijanske vlade je dovoljenje za hrvaško revijo Družina in hkrati za Novi list izposloval Engelbert Besednjak ter postal njegov glavni in odgovorni urednik.
Leta 1954 je v Trstu Engelbert Besednjak z nadaljevanjem štetja letnikov Novi list pričel ponovno izdajati in bil v letih 1954−1968 njegov odgovorni urednik. Tednik se je razvil v novičarski list s poudarkom na narodnostni problematiki. Pomembna je bila njegova vloga pri zavzemanju za enotnost Slovencev v Italiji. Prvi in drugi letnik sta se posvečala primorskim izseljencem ter kulturnim in literarnim vprašanjem, po letu 1954 pa prispevkom o gledališču, likovni in glasbeni dejavnosti ter o društvenem delovanju v zamejstvu, pa tudi v Sloveniji. V podlistkih je objavljal izvirno slovensko prozo, občasno tudi poezijo.
Novi list je v Trstu neprenehoma izhajal do leta 1996, ko se je s Katoliškim glasom združil v tednik Novi glas.